# Paroisse de Grant
Pour les articles homonymes, voir Grant.
La paroisse de Grant (anglais : Grant Parish) est une paroisse de l'État de Louisiane aux États-Unis. 
Elle était peuplée de 20 309 habitants au recensement de 2010. La paroisse a une superficie de 1 671 km2 de terre émergée et de 50 km2 d’eau. Elle a été organisée en 1869 et elle est nommée d'Ulysses Grant, qui était alors le président des États-Unis. Le siège est la ville de Colfax, nommé du premier vice-président de Grant, Schuyler Colfax.
La paroisse est enclavée entre la paroisse de Winn au nord, la paroisse de La Salle à l'est, la paroisse des Rapides au sud et la paroisse des Natchitoches à l'ouest.  

## Histoire
Le premier chapitre de la White League est formé dans la paroisse de Grant. 

## Démographie
Lors du recensement de 2000, les 18 698 habitants de la paroisse se divisaient en 85,43 % de « Blancs », 11,88 % de « Noirs » et d’Afro-Américains, 0,89 % d’Amérindiens et 0,11 % d’Asiatiques, ainsi que 0,36 % de non répertoriés ci-dessus et 1,28 % de personnes métissées.
La grande majorité des habitants de la paroisse (97,80 %) ne parlent que l'anglais ; la paroisse comptait 1,32 % qui parle le français ou le français cadien à la maison, soit 230 personnes qui ont plus de cinq ans parlant au moins une fois par jour la « langue de Molière » .

## Municipalités
- Colfax
- Dry Prong
- Georgetown
- Montgomery
- Pollock